# Коламбія (Пенсільванія)
Коламбія (англ. Columbia) — місто (англ. borough) в США, в окрузі Ланкастер штату Пенсільванія. Населення — 10 207 осіб (2020).

## Географія
Коламбія розташована за координатами 40°2′5″ пн. ш. 76°29′45″ зх. д. / 40.03472° пн. ш. 76.49583° зх. д. (40.034855, -76.495889).  За даними Бюро перепису населення США в 2010 році місто мало площу 6,27 км², з яких 6,25 км² — суходіл та 0,02 км² — водойми.

## Демографія
Згідно з переписом 2010 року, у селищі мешкало 10 400 осіб у 4298 домогосподарствах у складі 2542 родин. Густота населення становила 1658 осіб/км².  Було 4672 помешкання (745/км²).
Расовий склад населення:
| - 87,1 % — білих - 5,1 % — чорних або афроамериканців - 0,6 % — азіатів - 0,2 % — корінних американців - 3,5 % — осіб інших рас |

До двох чи більше рас належало 3,5 %. Частка іспаномовних становила 9,0 % від усіх жителів.
За віковим діапазоном населення розподілялося таким чином: 23,0 % — особи молодші 18 років, 61,1 % — особи у віці 18—64 років, 15,9 % — особи у віці 65 років та старші. Медіана віку мешканця становила 38,9 року. На 100 осіб жіночої статі у селищі припадало 93,4 чоловіків;  на 100 жінок у віці від 18 років та старших — 89,1 чоловіків також старших 18 років.
Середній дохід на одне домашнє господарство  становив 50 067 доларів США (медіана — 41 799), а середній дохід на одну сім'ю — 59 938 доларів (медіана — 52 478). Медіана доходів становила 41 269 доларів для чоловіків та 32 403 долари для жінок. За межею бідності перебувало 15,4 % осіб, у тому числі 22,1 % дітей у віці до 18 років та 8,8 % осіб у віці 65 років та старших.
Цивільне працевлаштоване населення становило 4646 осіб. Основні галузі зайнятості: освіта, охорона здоров'я та соціальна допомога — 20,3 %, виробництво — 19,0 %, роздрібна торгівля — 12,5 %, науковці, спеціалісти, менеджери — 10,0 %.